# Ronald Pognon
Ronald Pognon, född 16 november 1982 på Martinique, är en fransk friidrottare som tävlar i kortdistanslöpning. 
Pognon deltog vid EM 2002 i München där han blev utslagen i semifinalen på 200 meter. Under 2003 deltog han vid VM i Paris på 100 meter men blev åter utslagen i semifinalen. 
Han deltog även vid Olympiska sommarspelen 2004 på 100 meter och slutade sjua i sin semifinal och tog sig inte vidare till finalen. Under 2005 vann han sin första mästerskapsmedalj när han blev silvermedaljör på 60 meter vid EM-inomhus efter Jason Gardener. Utomhus samma år deltog han vid VM i Helsingfors där han misslyckades att ta sig till final både på 100 och 200 meter. Däremot var han med i det franska stafettlag över 4 x 100 meter som vann guld.
Vid EM 2006 i Göteborg var han i final på 100 meter och slutade fyra. Han deltog åter i det franska laget på 4 x 100 meter som slutade på tredje plats.
Hans andra individuella medalj vann han vid inomhus-EM 2007 på 60 meter. Han deltog inte individuellt vid VM utomhus samma år. Däremot deltog han vid Olympiska sommarspelen 2008 men blev utslagen i kvartsfinalen på 100 meter. 

## Personliga rekord
- 60 meter - 6,45
- 100 meter - 9,99
- 200 meter - 20,27